# Ellen Ripley
Ellen Ripley (ur. 2092, Olympia, Luna, UA, zm. 2179, Fiorina 161, sklonowana w 2379 na USM Auriga) – postać fikcyjna, główna bohaterka filmów i powieści z serii Obcy. Pojawia się w czterech częściach tej serii, w każdej z nich grana była przez aktorkę Sigourney Weaver.

## Fabuła
Po raz pierwszy pojawia się w 1979 roku w filmie pt. Obcy – ósmy pasażer Nostromo (Alien), jako bosman, członek załogi kosmicznego holownika dalekiego zasięgu Nostromo, na stanowisku oficera transportowego, a następnie powraca na ekrany w kolejnych częściach sagi – w Obcym - decydujące starcie, Obcy 3, a także Obcym: Przebudzenie. Ripley jest kobietą odważną, inteligentną, próbującą  zlikwidować zagrożenie ze strony potwora. W trzeciej części nosi ona w sobie płód przyszłej królowej. W kolejnej produkcji, po sklonowaniu martwej Ellen, okazuje się ona przybierać cechy zarówno ludzkie, jak i ksenomorfów (choćby kwas w żyłach zamiast krwi, niesamowita siła czy bardziej wyczulone zmysły).